# Adam Samuel Thebesius
Adam Samuel Thebesius (* 1. Februar 1739 in Kleibau, Herzogtum Liegnitz; † 1. Februar 1808 in Hirschberg) war ein deutscher Arzt und Publizist.

## Leben
Thebesius wurde am 20. September 1758 an der Universität Halle unter Andreas Elias Büchner promoviert. Danach  praktizierte er in Hirschberg als Arzt. Er beschäftigte sich viel mit naturwissenschaftlichen Themen. Er veröffentlichte einige Aufsätze in den Ökonomischen Nachrichten der Schlesischen patriotischen Gesellschaft.

## Schriften (Auswahl)
- Diss. de crystallisatione, Halle 1758.
- Kurze Nachricht von dem sogenannten Stillstande des Zackenflusses bei Hirschberg, welcher am 19. März 1773 beobachtet wurde, Breslau 1773 (22 Seiten).